# Martin Retov
Martin Retov (Rødovre, 5 maggio 1980) è un ex calciatore danese, centrocampista.